# Liste des orgues de Provence-Alpes-Côte d'Azur classés dans la base Palissy des monuments historiques

## Méthodologie
Cette liste prend en compte les orgues de Provence-Alpes-Côte d'Azur classés uniquement, au titre objet ou immeuble, que ce soit pour leur buffet ou leur partie instrumentale et répertoriés dans la base Palissy des Monuments historiques de France. La section Reprises recense les modifications les plus importantes. Dans certains cas le classement du buffet intègre également la tribune. À défaut de précision, le classement est réputé acquis au titre objet (cas le plus fréquent) mais les initiales I.D. signifient au titre Immeuble par Destination et I. au titre Immeuble.

## Liste

### Bouches-du-Rhône-Vaucluse
| Localisation                                   | Construction | Reprises                                                                   | Buffet                                                                                | Instrument           | Illustration |
| ---------------------------------------------- | --- | -------------------------------------------------------------------------- | ------------------------------------------------------------------------------------- | -------------------- | ------------ |
| Aix-en-Provence, cathédrale St Sauveur         | Jean-Esprit Isnard 1746, reconstruit Pierre Alexandre Ducroquet 1855, restauré Jean Dunand 1983                                                               | Manufacture Languedocienne de Grandes Orgues 2001                          | Notice no PM13001012 I. liste de 1840                                                 | Notice no PM13001746 |              |
| Aix-en-Provence, La Madeleine                  | J.E. Isnard 1743,reconstruit P.A.Moitessier1856, réparé F.Mader 1884, Michel-Merklin&Kuhn 1924                                                                | Restauré Alain Sals 1968                                                   | Notice no PM13000114                                                                  | Notice no PM13001748 |              |
| Aix-en-Provence, Saint-Esprit                  | Ch.Royer 1668 Grands Carmes, transfert 1791, restauré Moitessier 1850, modifié Michel, Merklin&Kuhn 1920                                                      | Restauré Athanase Dunand 1968, Gérald Guillemin 1989                       | Notice no PM13000059 Alphonse Dumas (Aix)                                             | Notice no PM13000193 |              |
| Aix-en-Provence, Temple de la Masse            | fin XVIIIe siècle Carpentras? transfert & modification François Mader 1892                                                                                    | Rest.Jean-Albert Négrel 1958,Pascal Quoirin 1986                           |                                                                                       | Notice no PM13000224 |              |
| Allauch, Saint Sébastien                       | Beaucourt & Vœgeli entre 1850 & 1860 | Restauré Ruche-Meslé 1960                                                  |                                                                                       | Notice no PM13000275 |              |
| Apt, ancienne cathédrale Ste Anne              | Charles Royer 1661, reconstruit Charles Boisselin 1705, puis Jean Ruche & son fils Édouard 1930                                                               | Réparé Michel Deluz 1974                                                   | Notice no PM84000097 buffet & tribune                                                 |                      |              |
| Avignon, métropole N.D. des Doms               | Lodovico Piantanida 1820, buffet 1837 lors du déplacement dans le chœur                                                                                       | Restauré Alain Sals 1967 Mascioni 2004                                     | Notice no PM84000662 I. liste de 1840;                                                | Notice no PM84000274 |              |
| Avignon, collégiale St-Agricol                 | Charles Barker et Jean-Frédéric II Vesrchneider 1862, pneumatisé 1900 Puget qui agrandit Pédalier 1955                                                        |                                                                            |                                                                                       | Notice no PM84000275 |              |
| Avignon, collégiale St-Pierre                  | Théodore Puget & fils 1862, agrandi 1892 par les mêmes. |                                                                            |                                                                                       | Notice no PM84001146 |              |
| Avignon, Saint-Symphorien                      | Vincent Cavaillé-Coll 1868, électrifié Édouard Ruche & Guironnet 1937                                                                                         |                                                                            |                                                                                       | Notice no PM84001147 |              |
| Bollène, collégiale Saint-Martin               | Jean-François Borme & Charles Gazeau 1818 | Restauré Alain Sals 1983                                                   |                                                                                       | Notice no PM84000293 |              |
| Caromb, N.D.des Grâces & St Maurice            | Pierre Galeran & Charles Boisselin 1703 | Restauré Alain Sals 1978                                                   | Notice no PM84000669 I. liste de 1840                                                 | Notice no PM84001150 |              |
| Carpentras, cathédrale St-Siffrein             | Gaspard & André Eustache 1643, buffet Jean de Sels & Jacques Perrin                                                                                           | Reconstruit Daublaine Callinet vers 1840                                   | Notice no PM84000682 I. liste 1840                                                    |                      |              |
| Cavaillon, cathédrale N.D. & St Véran          | Charles Royer 1654, reconstruit Gonzalez-Danion sous l’expertise de Maurice Duruflé 1976                                                                      |                                                                            | Notice no PM84000706 + tribune                                                        | Notice no PM84000395 |              |
| Courthézon, Saint-Denis                        | Théodore Puget & Fils 1873, restauré Maurice Puget 1953 | Non modifié depuis                                                         |                                                                                       | Notice no PM84000398 |              |
| Eyguières, N.D. de Grâce                       | BORME Thomas (père) & Jean-François (fils) aidés de Charles Gazeau 1802 pour N.D.du Mont à Marseille, transféré 1864                                          | Reconstruit P. Quoirin 2009                                                | Notice no PM13000498                                                                  | Notice no PM13000496 |              |
| L’Isle-sur-la-Sorgue, collégiale N.D.des Anges | Charles Royer 1648; agrandi J.E.Isnard XVIIIe siècle, reconstruction conservatrice de Giovanni Battista Mentasti 1827                                         | Rest. Jean Deloye 1982, harmonisation selon Mentasti Alain Sals            | Notice no PM84000420                                                                  | Notice no PM84001155 |              |
| Lambesc, N.D. de l'Assomption                  | Joseph Isnard 1789, modifié marseillais Joseph Soubeiran & J.Picci 1891                                                                                       | Restauré Pierre Chéron 1970                                                | Notice no PM13000563 Valate                                                           | Notice no PM13000562 |              |
| Lauris, N.D.de-la-Purification                 | Jean-François Borme & Charles Gazeau 1830 | Restauré Alain Sals 1966                                                   |                                                                                       | Notice no PM84001156 |              |
| Malaucène, Saint-Pierre & Saint-Michel         | Charles Boisselin 1712, buffet de l’o. Jean-Jacques Posalgues 1637, restauré Joseph Isnard 1784                                                               | Restauré Alain Sals 1965 & 1985                                            | Notice no PM84000451                                                                  | Notice no PM84000457 |              |
| Marseille, Notre-Dame-du-Mont                  | Pierre-Alexandre Ducroquet 1847, modifié François Mader 1895, travaux Michel-Merklin&Kuhn 1910-26-39                                                          | Restauré Jacques Nonnet 2010                                               |                                                                                       | Notice no PM13000744 |              |
| Marseille, St Barthélemy                       | François Mader 1896 pour cathédrale La Major, transféré & modifié Félix Vignolo 1931, puis Michel - Merklin & Kuhn 1932                                       | Inchangé depuis mais hors fonction                                         |                                                                                       | Notice no PM13000614 |              |
| Marseille, St Cannat                           | Jean-Esprit Isnard 1747; reconstruit François Mader1886, modifié Michel-Merklin&Kuhn 1936                                                                     | Relevé Dunand, Muhleisen, Pierre Chéron 1980, muet 2012                    | Notice no PM13000736seul reste d'Isnard                                               |                      |              |
| Marseille, St Charles                          | A.Cavaillé-Coll 1859, restauré: François Mader 1883, Charles Mutin 1900, Michel-Merklin&Kuhn 1913&1933                                                        | Relevé René Renevier 1971                                                  |                                                                                       | Notice no PM13000729 |              |
| Marseille, St Ferréol                          | Augustin Zeiger 1844, modifié: Michel-Merklin & Kuhn 1921(pneumatique-tubulaire) & 1953, Jean-Albert Négrel 1964                                              | Restauré 2013 Pesce frères & fils de Pau, en cours de remontage en 10-2014 | Notice no PM13002882                                                                  | Notice no PM13002882 |              |
| Marseille, St Joseph (8e arr.)                 | Aristide Cavaillé-Coll 1868, travaux:François Mader 1883,Vignolo 1912,Michel-Merklin&Kuhn 1934                                                                | Manufacture Languedocienne de Grandes Orgues 1988                          |                                                                                       | Notice no PM13000730 |              |
| Marseille, Saint Théodore                      | François Mader 1890 dans buffet vers 1735, restauré Michel, Merklin&Kuhn 1934                                                                                 | Relevé Thierry Lestrez 2000                                                | Notice no PM13000745                                                                  |                      |              |
| Marseille, Les Réformés                        | Joseph Merklin 1888 tract.électropneumatique des américains Schmoele & Mols, réparation 1929 & agrandissement 1948 Michel-Merklin&Kuhn                        | Restauré Pierre Saby 2008                                                  | double buffet                                                                         | Notice no PM13000747 |              |
| Martigues, La Madeleine-de-l'Île               | Prosper-Antoine Moitessier 1851, restauré Ruche-Meslé 1973 | Jacques Nonnet, Orgues Giroud successeurs 2005                             | Notice no PM13000780                                                                  | Notice no PM13001766 |              |
| Pernes-les-Fontaines, N.D. de Nazareth         | 1603 Pierre Marchand reconstruit par Antoine Gibert 1771 | Restauration : Alain Sals 1975                                             |                                                                                       | Notice no PM84000714 |              |
| Pertuis, église Saint-Nicolas                  | 1601 Pierre Marchand, restauré Duges 1775, reconstruit 1825 Jean-François Borme & Charles Gazeau; Goll 1857                                                   | Restauré Alain Sals 1977                                                   |                                                                                       | Notice no PM84000740 |              |
| Salon-de-Provence, collégiale St-Laurent       | Charles Spackmann Barker & Charles Verschneider 1865 (1re traction électrique française avec système Dr Albert Peschard), modifié Michel, Merklin & Kuhn 1974 | 2009 restauration espérée                                                  | buffet 1834 de l'orgue Pélisier                                                       | Notice no PM13001768 |              |
| Tarascon, collégiale Sainte-Marthe             | Charles Boisselin 1712, reconstruit P.A.Moitessier 1847 | Restauré Jean Dunand 1984                                                  | Notice no PM13001051                                                                  | Notice no PM13001043 |              |
| Tarascon, Saint-Jacques                        | Jean-Esprit Isnard XVIIIe siècle | Reconstruction anonyme XIXe siècle                                         | Notice no PM13000931                                                                  |                      |              |
| Valréas, Notre-Dame-de-Nazareth                | Frère Antoine Millani des Augustins de Nice 1506, reconstructions: 1615 Jean Duvivier, 1724 Jean Eustache, P.A.Moitessier 1857                                | Restauré Ernest Muhleisen 1966, Alain Sals 1985                            | Notice no PM84000724 I.D. liste 1862, centre J. Duvivier et ailes Nicolas Béraud 1667 | Notice no PM84000616 |              |

### Alpes-Var
| Localisation                                          | Construction | Reprises                                                                         | Buffet | Instrument                                               | Illustration |
| ----------------------------------------------------- | --- | -------------------------------------------------------------------------------- | --- | -------------------------------------------------------- | ------------ |
| Barjols, collégiale N.D. de l'Assomption              | Jean Pons, prêtre-bénéficier de la cathédrale de Grasse 1657 au sol;Charles&Frédéric Gazeau 1837                                                                           | Restaurations: 1887 François Mader, 1963 Pierre Chéron, Yves Cabourdin 1986      | Notice no PM83000083 transfert en tribune + positif dorsal menuisier Garcin 1837                             | Notice no PM83000089                                     |              |
| Breil-sur-Roya, Sancta Maria in Albis                 | anonyme, école turinoise, offert en 1863 par le chanoine Revelli | Restauré Yves Cabourdin 1984                                                     | Notice no PM06000068                                                                                         |                                                          |              |
| Brignoles, St-Sauveur                                 | Daublaine & Callinet 1844, passé chœur en tribune 1859 | relevage 2016 Frédéric Thibault                                                  | Notice no PM83001460 Mesure menuisier                                                                        | Notice no PM83001460                                     |              |
| La Brigue, collégiale Saint-Martin                    | Luigi & Giacomo Lingiardi 1849, modifications Élia Gandini 1925 | Restauration Maurice Puget 1957                                                  | Notice no PM06000119 Giovanni Battista Tosello de la Brigue                                                  | Notice no PM06000120                                     |              |
| Clans, Sainte-Marie                                   | Honoré et Antoine Grinda 1792 | Restauré 1982 YvesCabourdin                                                      | Notice no PM06000195                                                                                         | Notice no PM06002738                                     |              |
| Cuers, collégiale Notre-Dame de l'Assomption          | Charles Royer dans un buffet de Johann Hugonet (Cuers) 1668; augmentations Thomas Borme 1801 puis François Borme & Charles Gazeau 1811, sommier refait François Mader 1873 | Relevage + reclassement tuyauterie Pierre Chéron1969; restauré Y. Cabourdin 1991 | Notice no PM83000215 Doré en 1756 par le marseillais Borrelly                                                | Notice no PM83000216 80 % tuyaux Royer toujours présents |              |
| Digne-les-Bains, cathédrale St-Jérôme                 | Aristide Cavaillé-Coll 1865 | Restauration Simon S.A.R.L.                                                      | | Notice no PM04000121                                     |              |
| Embrun, ex-cathédrale Notre-Dame-du-Réal              | Pierre Marchand 1601; agrandissement et positif dorsal Dominique, Gaspard, André Eustache 1635; reconstruit Samson Scherrer 1751; restauré Th.Puget & Fils 1897            | Restauré Danion-Gonzalez 1952, Pascal Quoirin 2007                               | Notice no PM05000350 I.D. liste de 1840: éléments de 1463, 1635 & 1751                                       | Notice no PM05000420 62 % tuyaux de Marchand subsistent  |              |
| Embrun, chapelle Sainte-Anne                          | Samson Scherrer 1751 dans l’ancien positif dorsal 1635 des Eustache pour l’orgue de la cathédrale                                                                          | Reconstruit Pascal Quoirin 2002                                                  | Notice no PM05000165 1635, + éléments du buffet gothique de 1463                                             |                                                          |              |
| Entrevaux, cathédrale N.D. de l'Assomption            | Reconstruction Jean Eustache 1717; restauration conservatrice Jean-Albert Négrel 1948                                                                                      | Restauration Didier Chanon 1985                                                  | Notice no PM04000139 buffet 1628 de l'orgue Jean-Baptiste Delafarge                                          | Notice no PM04000140                                     |              |
| L'Escarène, Saint-Pierre-aux-Liens                    | Honoré et Antoine Grinda 1791 | Restauré Yves Cabourdin 1984                                                     | Notice no PM06000218                                                                                         | Notice no PM06000219                                     |              |
| Forcalquier, Notre-Dame-du-Bourguet                   | Pierre Marchand vers 1627, reconstruit P.A.Moitessier 1848 dans buffet neuf en noyer, restauré François Mader 1885 puis Charles Mutin 1932                                 | Reconstruit Alain Sals 1980, relevé Sals & Charles Henry 2000                    | Notice no PM04000160 + tribune I.                                                                            |                                                          |              |
| Lorgues, collégiale Saint-Martin                      | Augustin Zeiger 1837, restauré François Mader 1874 puis 1889 | Reconstruit Alain Sals 1993 selon devis originel                                 | | Notice no PM83000351                                     |              |
| Manosque, ancienne cathédrale Saint-Sauveur           | Esprit Meyssonnier 1625; reconstruction totale Louis Piantanida 1815 | Restaurations: Alain Sals 1977 et 2006                                           | Notice no PM04000214 buffet de Meyssonnier et la Montre, restauré 1977 par Claudine BRUNO & Christian CARUSO | Notice no PM04000222                                     |              |
| Menton, Saint-Michel-Archange                         | anonyme 1666, reconstruit MICHEL-MERKLIN & KUHN 1930 | Restauration : Mesle des Ets Ruche de Lyon 1972 électrification                  | Notice no PM06000398 buffet 1666                                                                             |                                                          |              |
| Menton, chapelle des Pénitents Noirs                  | Carlo Vegezzi Bossi de Turin 1894 | Restauration : Merklin 1932                                                      | Notice no PM06002855 Inscrit                                                                                 | Notice no PM06000405                                     |              |
| Nice, chapelle de la Providence                       | 1724 pour église Saint-Martin-Saint-Augustin de Nice, transféré Joseph Meyer 1847                                                                                          | Restauré en 2014 Michel Formentelli                                              | Notice no PM06002745                                                                                         | Notice no PM06002744                                     |              |
| Nice, chapelle des Pénitents Bleus                    | Frederico Valoncini 1870 | Muet 1989                                                                        | Notice no PM06002742                                                                                         | Notice no PM06002742                                     |              |
| Nice, chapelle des Pénitents Rouges                   | Frederico Valoncini 1866 |                                                                                  | Notice no PM06002748                                                                                         | Notice no PM06002747                                     |              |
| Nice, Villa Beau Site                                 | Orgue positif XVIIIe siècle, restauré XIXe siècle |                                                                                  | Notice no PM06001705                                                                                         |                                                          |              |
| Pignans, Nativité-de-Notre-Dame                       | Reconstruit Jean-Esprit Isnard 1776 dans buffet 1701 agrandi, modifié Frédéric Junck 1847                                                                                  | Restauré 1998 Alain Sals                                                         | Notice no PM83000401                                                                                         | Notice no PM83000400 Inscrit                             |              |
| Riez, cathédrale ND de l'Assomption                   | Victor Fenon (Isle-sur-Sorgue,élève de Giovanni Mentasti) 1847 | Restauration: Alain Sals 1980                                                    | | Notice no PM04000880                                     |              |
| Saint-Chaffrey                                        | orgue à cylindres François-Goëry DUMONT & Frédéric CLEMENT de Mirecourt vers 1820                                                                                          | Restauré Anthony Chaberlot 2004                                                  | Notice no PM05000646                                                                                         | Notice no PM05000646                                     |              |
| Saint-Étienne-de-Tinée, St-Étienne                    | Josué Agati & ses fils Nicodème & Joannes 1829, restauré Luigi EDOARDO |                                                                                  | Notice no PM06001288                                                                                         |                                                          |              |
| Saint-Maximin-la-Sainte-Baume, Sainte-Marie-Madeleine | Jean-Esprit Isnard & Joseph Isnard 1772 | Restauration Yves Cabourdin 1991                                                 | Notice no PM83001465                                                                                         | Notice no PM83001464                                     |              |
| Saorge, Saint-Sauveur                                 | Luigi & Giacomo Lingiardi (Pavie) 1847 | Restauration Philippe Hartmann 1979                                              | Notice no PM06001014                                                                                         | Notice no PM06001015 quasi intact                        |              |
| La Seyne-sur-Mer, N.D.du-Bon-Voyage                   | François Mader 1892; restauré Edmond Costa sous le contrôle de Pierre Cochereau 1967                                                                                       | Réparé Philippe Hartmann 1975; révisé, accordé Alain Sals 1985                   | | Notice no PM83000555                                     |              |
| Solliès-Pont Saint-Jean-Baptiste                      | Joseph Callinet 1846, relevé Léon Méritan 1900, relevé & modifié Jean-Albert Négrel 1963                                                                                   | Restauré P.Quoirin 2010                                                          | | Notice no PM83000588                                     |              |
| Solliès-Ville Saint-Michel-Archange                   | Jean-Albert Négrel (Roquevaire) 1945 dans le buffet de 1499 du frère Antoine Millani des Augustins de Nice                                                                 | 1970 réparé Claude Aubry; 1985 restauré Alain Sals                               | Notice no PM83001468 buffet ancien en fait réduit à sa façade, plate de style gothique flamboyant            |                                                          |              |
| Sospel, co-cathédrale Saint-Michel                    | Nicodème Agati & son frère Joannes 1843, restauré Francesco Vittino 1891                                                                                                   | Restauré Jean-François Muno 1988                                                 | Notice no PM06001066                                                                                         | Notice no PM06001068                                     |              |
| Tende, collégiale N.D. de l'Assomption                | anonyme 1673, reconstruction Giuseppe & Carlo Serassi (Bergame) 1807, modifications idem 1816-62                                                                           | Restauration Philippe Hartmann 1971                                              | Notice no PM06001090 1673 sculpteur inconnu de Demonte                                                       | Notice no PM06001091 rare authenticité                   |              |
| Vence, ex-cathédrale de la Nativité-de-Marie          | Federico Valoncini 1871 | Restauré Philippe Hartmann 1980                                                  | | Notice no PM06001238                                     |              |
| Villars-sur-Var, Saint-Jean-Baptiste                  | orgue à cylindres Antoine-Nicolas Lété 1er quart XIXe siècle |                                                                                  | | Notice no PM06002756                                     |              |
| Villefranche-sur-Mer, Saint-Marcel                    | anonyme XVIIIe siècle |                                                                                  | Notice no PM06002759                                                                                         |                                                          |              |
| Villefranche-sur-Mer, Saint-Michel                    | Honoré et Antoine Grinda 1790; restauré Michel Giroud 1982 | Restauré Yves Cabourdin 2006                                                     | Notice no PM06001246 menuisier Jean-Antoine Mangiapan                                                        | Notice no PM06001247                                     |              |

## Sources
- Base Palissy des Monuments historiques de France
- Orgues en Provence-Alpes-Côte d'Azur, tomes 1, 2, & 3, ARCAM chez EDISUD,  (ISBN 2-85744-255-6),  (ISBN 2-85744-256-4),  (ISBN 2-85744-257-2)
- Jean-Robert CAIN & Robert MARTIN, L'orgue dans la ville, le Marseille des organistes, éditions Parenthèses,  (ISBN 2-86364-086-0)